# Contea di Shayang
La contea di Shayang (沙洋县S, ShāyángP) è una contea della Cina, situata nella provincia di Hubei e amministrata dalla prefettura di Jingmen.